# Aeroporto de Mozarlândia
O Aeroporto de Mozarlândia (ICAO: SWCW) está localizado no município de Mozarlândia, no estado de Goiás.
Suas coordenadas são as seguintes: 13°45'58.00"S de latitude e 50°33'52"W de longitude. Possui uma pista de 1500m de asfalto.